# گیلکریست مک‌کلاگن
گیلکریست مک‌کلاگن (انگلیسی: Gilchrist Maclagan; ۵ اکتبر ۱۸۷۹ – ۲۵ آوریل ۱۹۱۵) قایقران روئینگ اهل پادشاهی متحد بریتانیای کبیر و ایرلند بود.